# Eugonyleptes scaber
Eugonyleptes scaber is een hooiwagen uit de familie Gonyleptidae.